# Parnassia siamensis
Parnassia siamensis är en benvedsväxtart som beskrevs av Tatemi Shimizu. Parnassia siamensis ingår i släktet Parnassia och familjen Celastraceae. Inga underarter finns listade.